# Haploniscus intermedius
Haploniscus intermedius är en kräftdjursart som beskrevs av Yakov Avadievich Birstein 1971. Haploniscus intermedius ingår i släktet Haploniscus och familjen Haploniscidae. Inga underarter finns listade i Catalogue of Life.